# Ewa Rurynkiewicz
Ewa Rurynkiewicz, z domu Wasiak (ur. 1 stycznia 1944 w Warszawie) – polska prawnik, polityk i samorządowiec, w latach 2002–2006 członek zarządu województwa opolskiego, od 2003 do 2006 w randze wicemarszałka.

## Życiorys
Ukończyła studia prawnicze na Uniwersytecie Warszawskim, po których swoje osobiste i zawodowe życie związała ze Strzelcami Opolskimi. Tutaj była aktywną działaczką PZPR, a następnie należała do Sojuszu Lewicy Demokratycznej. W latach 80. została prezesem Spółdzielni Mieszkaniowej w Strzelcach Opolskich i funkcję tę sprawowała do 2002.
W latach 1998–2002 była przewodniczącą Rady Miejskiej w Strzelcach Opolskich III kadencji. W latach 2002–2006 sprawowała mandat radnej sejmiku województwa opolskiego II kadencji. 16 listopada 2002 została powołana na stanowisko członka zarządu województwa opolskiego. 25 lutego 2003 w kolejnym zarządzie objęła fotel wicemarszałka, odpowiadając za sprawy ochrony zdrowia, kultury, sportu i turystyki. W wyborach samorządowych w 2006 nie uzyskała mandatu radnego województwa. W wyborach tych, także bez sukcesu, kandydowała na stanowisko burmistrza Strzelec Opolskich (zajęła ostatnie miejsce wśród 6 kandydatów).
Po przegranych wyborach założyła firmę szkoleniową oraz rozpoczęła pracę na Uniwersytecie Opolskim. W 2006 została dyrektorem Akademickiego Inkubatora Przedsiębiorczości Uniwersytetu Opolskiego. Sprawowała też do 2016 funkcję kanclerza uczelni i doradcy rektora. W 2017 została przewodniczącą rady nadzorczej Przedsiębiorstwa Usług Komunalnych i Mieszkaniowych w Strzelcach Opolskich. Założyła również fundację Ambasada Przedsiębiorczości Kobiet. Od 2 października 2009 do 23 lutego 2011 była członkiem rady nadzorczej Radia Opole. Przez kilka miesięcy (od października 2009 do lutego 2010) pełniła także obowiązki prezesa tej rozgłośni.
W wyborach samorządowych w 2010 bez powodzenia kandydowała do sejmiku z listy Polskiego Stronnictwa Ludowego, a w wyborach parlamentarnych w 2011 do Sejmu z listy SLD (jako bezpartyjna). W 2015 kandydowała do Senatu z poparciem Polskiego Stronnictwa Ludowego (zajęła ostatnie, siódme miejsce w okręgu nr 53 z 3565 głosami).
W 2005 uhonorowana Srebrnym Medalem Gloria Artis za upowszechnianie kultury, a w 2018 Odznaką „Za Zasługi dla Województwa Opolskiego.